# SV Britannia
SV Britannia is een voetbalclub, die is opgericht op 12 oktober 1958 te Piedra Plat op Aruba. 
SV Britannia speelde jarenlang in de 1e en 2e divisie van Aruba, maar promoveerde in 2001 naar de Arubaanse Division Honor. Dit leidde al snel tot succes, want in het seizoen 2004-2005 werd SV Britannia kampioen van Aruba. In 2006 werd de 2e plaats behaald, en ook in 2009 werden ze kampioen.
Naast het 1e elftal is de club actief met diverse jeugd- en damesteams. Sedert 2015 is het dameselftal vijf jaar op rij landskampioen van Aruba.

## Erelijst
Copa Betico Croes: 7
- winnaar in 2008, 2009, 2010, 2011, 2013, 2015, 2017
- finalist in 2016

Dutch Caribbean Women's Soccer Cup: 1
- winnaar in 2017